# Ewangelos (Galanis)
Ewangelos, imię świeckie Ewangelos Galanis (ur. 1928 w Terapei, zm. 22 maja 2018) – duchowny prawosławnego Patriarchatu Konstantynopola, od 1970 metropolita tytularny Perge. Pełnił urząd przewodniczącego komitetów audytowego, prasowego i archiwów Patriarchatu.

## Życiorys
W 1953 przyjął święcenia diakonatu, a w 1970 prezbiteratu. 30 listopada tego samego roku otrzymał chirotonię biskupią.
Zmarł w 2018 r.